# 朝倉宣親
朝倉 宣親（あさくら のぶちか）は、江戸時代前期の武士。
駿河大納言・徳川忠長の家臣で、附家老を務めた遠江国掛川城主・朝倉宣正の長男として誕生した。
父の跡を継いで駿府藩附家老となるはずだったが、寛永6年（1629年）に死去した。享年26。その後、寛永9年（1632年）には主君の忠長が改易され、朝倉家も除封された。
寛永2年（1625年）に産まれた長男の重正は、朝倉家除封後は母方の祖父の酒井忠勝に養われた。のち、酒井家の縁で 摂津麻田藩青木家の養子に迎えられた。